# Domingo Manrique
Domingo José Manrique de Lara Peñate (Las Palmas de Gran Canaria, 24 febbraio 1962) è un ex velista spagnolo.

## Palmarès
- Giochi olimpici

Barcellona 1992: oro nella classe Flying Dutchman.
- Mondiali

Kingston 1995: oro nella classe Soling.